# Simon Keats
Simon Keats is de artiestennaam van Paul Zoontjens (Tilburg, 20 april 1979). Hij is een Nederlandse singer-songwriter.
In 2011 vertrok hij voor een maand naar Los Angeles en nam daar de ep L.A. sessions op, speelde in een Hollywoodfilm, zong op City Hall voor de Occupyers en tekende een platendeal. Deze avonturen zijn later gebundeld in het boek Mr Nobody 370.
In 2015 vertrok hij naar New York om een single op te nemen met producer Steve Addabbo (Bob Dylan, Lou Reed). Het liedje Come to my Bedside, my Darling van Eric Andersen kwam op het album Space. Paul Zoontjens is de vaste toetsenist van The Kik.

## Beginjaren
Paul Zoontjens begon in 1993 en vormde zijn eerste band genaamd The Blue Notes met schoolvrienden in Breda. Een van die bandleden was Maarten van Damme. 
Van jongs af aan was hij geïnspireerd door de oude platen van zijn vader. Met name The Beatles en Bob Dylan vond hij interessant. Hij begon met liedjes schrijven en zingen en tal van bands en formaties passeerden de revue.

## Sub
In 2004 is Sub opgericht in Tilburg, waarna ze direct begonnen met hard werken aan het schrijven van hun eerste album 'Vincent' dat in 2006 het levenslicht ziet. In die tijd is er een videoclip gemaakt van 'Wendy's Temple Bar' en waren er verschillende tours. Zo trok de band door Italië en Ierland. Voor promotie van hun eerste album hebben ze in Nederland hun 'Irish Pub Tour' gedaan. Het album Vincent werd opgenomen in de Heartland Studio's in Amsterdam onder leiding van Wilmer Wolf. Dit album vertelt het verhaal van Vincent, een jongen die naar Dublin trekt voor studie, verliefd en verloren raakt en weer terugkeert naar Nederland. Het album is vergezeld van een stripboek dat hetzelfde verhaal vertelt, gemaakt door de Belgische striptekenaar Brecht Evens. Hoewel er aanvankelijk interesse was door verschillende labels, viel de luistersessie voor velen toch tegen. Producer Wilmer Wolf ging door een moeilijke fase van zijn leven; hij moest om persoonlijke redenen stoppen. Voor SUB werd o.a. ook door een polsblessure van bassist Paul Verschuur het einde ingeluid. SUB trok op met bands als One in a Million, Woost en Ruby Q en artiesten als Stevie Ann, Nina June en Eefje.

## Simon Keats

### Attic Tapes
Paul Zoontjens merkte dat hij naast de op de jaren gestoelde popliedjes ook folkliedjes kon en wilde schrijven. Hij liet wat horen aan Paul Verschuur en het eerste album Attic Tapes verscheen in 2007 (opgenomen op de zolderkamer van Paul Verschuur in Breda). Dit album liet een bommetje vallen in een Limburgse plaats genaamd Leveroy en spoedig zongen ze daar de nummers voor een groep van 30 à 40 woord-voor-woord meezingende mannen in een boerenschuur. Dit werd enkele jaren herhaald en dit ritueel groeide uit tot Piet Naus Memorial Festival.

### Time
Het album Time verscheen in 2010 als linkje op de website van Simon Keats. Iedereen kon het album inclusief artwork gratis downloaden. In de eerste maand waren er 5000 afnemers en in de maanden erna groeide dat getal naar 8000 (de link is inmiddels verdwenen). Het was landelijk nieuws en de doorbraak was dichtbij. Maar naast het album, waarmee geen geld werd terugverdiend, maakte Simon Keats ook een live-dvd en maakte hij een reis naar Los Angeles. Het werd een race tegen de klok.

### Los Angeles
Keije van Hoorick was in het leven van Simon Keats gekomen als zakelijk waarneemster/assistent/manager. Het was haar voorstel om samen naar Los Angeles te vertrekken en te zien wat er zou gebeuren. Ze bereidden niets voor en het avontuur werd groter dan ze beiden hadden kunnen vermoeden. De liedjes die werden opgenomen: American Rose (producer: Jason T. Miller), Echoes in Time (co-writer Anthony Paci, producer Marc Jacobs), I've Got a Friend (recorded in Secret World Studio).
Keije had ze beiden ingeschreven als acteurs voor een film en ze werden uitgekozen. De speelervaring was zwaar overdreven. Simon Keats kreeg tijdens de opnames een grotere rol aangeboden dan aanvankelijk voor hem gepland. Dit zorgde voor wat onrust tussen de extra's.
Simon Keats speelde op City Hall tijdens de grote Occupy-demonstraties in downtown. Met deze actie haalde hij de katern Best Newcomer in Social Hollywood Magazine. 
Op de laatste dag tekende hij een contract bij Opus 1 voor de licentie van zijn liedjes en ze onder te brengen in film en tv.
De avonturen van Keije en Simon zijn gebundeld in het boek Mr. Nobody 370 uitgegeven door Condor Records.

### Crisis en Stilstand
Na het avontuur in Los Angeles zat Paul Zoontjens aan de keukentafel met zijn vader en bespraken ze alsnog op te pakken studies. Het geld was op en de rek was eruit. Paul wilde voorgoed stoppen met de muziek.
Nog net voor de definitieve inschrijving van een universitaire studie in Antwerpen ontving Paul een mail van Marcel Groenewegen (bassist van The Kik). Of Paul auditie wilde doen. 
The Kik betekende nieuwe energie en jarenlang werk voor Paul. Het betekende echter, door de enorme drukte rondom de band, ook stilstand voor Simon Keats. Die draad werd pas jaren later weer opgepakt.

### Space
In 2015 kwam er weer genoeg ruimte voor Paul om Simon Keats op te pakken. Hij vertrok naar New York en nam Come to my Bedside, my Darling op met Steve Addabbo in Shelter Island Sound NY, die ook de backingvocal zong. Het liedje is van Eric Andersen, een Amerikaanse folklegende die aan de wieg stond van de Greenwich Folkbeweging met o.a. Bob Dylan en Phil Ochs. Die Lou Reed, Andy Warhol, Janis Joplin, Jackson Browne, John Lennon als vrienden beschouwde en op het punt stond getekend te worden door Brian Epstein vlak na The Beatles. 
Simon Keats speelde mee op Erics album over Lord Byron (Mayer Records, Duitsland) en ze hebben samen live gespeeld te Stadtgarten in Keulen en De Weemoed in Tilburg.
Simon Keats nam Space op in de PAF! Studio te Rotterdam onder leiding van Marcel Fakkers. De eerste persoon die hij vroeg mee te doen was Maarten van Damme (inmiddels succesvol (bas)gitarist bij onder anderen Stevie Ann, Rosemary's Sons, Abel, Wende Snijder, Ellen ten Damme, Drive Like Maria. Verder werden gevraagd gitarist Bram Doreleijers, basgitarist Pitt de Jongh (HEAVN, Marlon Penn), drummer Dave Menkehorst (Sir Yes Sir, Sunday Sun), violiste Kim de Beer, zangeres Yeattem Wong (TIAN), toetsenist/drummer Hans Verweij en Tom van Berkel en Erik Bus van The Black Marble Selection.
Voor de release en de promotie van de plaat werd een samenwerking aangegaan tussen Condor Records en Excelsior Recordings. 
Op 3 maart 2017 zag Space het levenslicht. De eerste single is Heart of a Woman, de tweede Galactic Friend.